# Одлазак ратника, повратак маршала
Одлазак ратника, повратак маршала је југословенска телевизијска серија, снимљена у продукцији Телевизије Београд 1985. године. Аутори серије били су режисер Сава Мрмак и сценариста Синиша Павић.

## Кратак садржај
Серија описује Титов боравак у Београду на почетку Другог светског рата у Југославији и његове припреме за долазак у партизански одред.
Серија има 4 епизоде и састоји се из два дела. Први део серије прати догађаје везане за боравак Јосипа Броза Тита у окупираном Београду, у лето 1941. и његов прелазак на ослобођену територију, септембра исте године. У организацији његовог одласка учествовали су Владимир Рибникар, Јаша Рајтер и други чланови КПЈ.
Други део серије приказује Титов боравак у Москви, Крајову и Вршцу, 1944. и његов долазак у ослобођени Београд. У овом делу акценат је стављен на Титовим државничким и политичким потезима. Састанак са Стаљином и његовим сарадницима у Кремљу. Затим повратак у ослобођени Београд, 25. октобра 1944. године, као маршал и државник.

## Улоге
| Глумац                  | Улога                                  |
| ----------------------- | -------------------------------------- |
| Марко Тодоровић         | Јосип Броз Тито                        |
| Александар Алач         | Јаша Рајтер                            |
| Јелица Сретеновић       | Веселинка Малинска                     |
| Душан Војновић          | свештеник Драгољуб Милутиновић         |
| Оливера Јежина          | Даворјанка Пауновић Зденка             |
| Лада Скендер            | Милада Рајтер                          |
| Петар Краљ              | Владислав Рибникар                     |
| Данило Лазовић          | Генерал Пеко Дапчевић                  |
| Жарко Радић             | Генерал Коста Нађ                      |
| Миодраг Радовановић     | Генерал Владимир Жданов                |
| Душан Тадић             | Генерал Корњејев                       |
| Зоран Ранкић            | Др. Иван Шубашић                       |
| Васа Пантелић           | Принц Ђорђе Карађорђевић               |
| Бранислав Јеринић       | Јосиф Стаљин                           |
| Петар Банићевић         | Вјачеслав Молотов                      |
| Рамиз Секић             | Немачки наредник                       |
| Марко Баћовић           | командир партизанске чете              |
| Драган Бјелогрлић       | тенкиста                               |
| Мирко Буловић           | мајор                                  |
| Аљоша Вучковић          | Совјетски официр                       |
| Божидар Павићевић Лонга | Четнички командант                     |
| Иван Бекјарев           | Црноберзијанац                         |
| Љубомир Ћипранић        | Сељак с фијакером                      |
| Ратко Сарић             | Сељак, с воловским колима              |
| Боро Стјепановић        | Велизар, сељак                         |
| Милош Кандић            | Железничар                             |
| Бата Камени             | Немачки војник                         |
| Ђорђе Јовановић         | Љубиша, агент                          |
| Жика Миленковић         | Председник општине                     |
| Милан Ерак              | Стојан                                 |
| Љубомир Антонић         |                                        |
| Мирослав Бијелић        | Стаљинов начелник кабинета             |
| Милутин Бутковић        | Сељак                                  |
| Душан Голумбовски       |                                        |
| Милутин Караџић         | водник Узелац                          |
| Тома Курузовић          | господин из воза                       |
| Тони Лауренчић          | Милош Минић                            |
| Драган Максимовић       | момак из воза                          |
| Предраг Милинковић      | Фолксдојчер у возу                     |
| Воја Мирић              | Климент Ворошилов                      |
| Миленко Павлов          | партизан Ваљевског Партизанског Одреда |
| Лидија Плетл            | власница куће                          |
| Славко Симић            | Стари господин у кафани                |
| Ратко Танкосић          | Човек у кафани                         |
| Новак Билбија           | Генерал Фицрој Меклејн                 |
| Бранко Ђурић            | Амерички Пуковник                      |
| Иван Шебаљ              |                                        |
| Станимир Аврамовић      |                                        |
| Марко Симчић            |                                        |
| Иво Бан                 |                                        |
| Бошко Пулетић           |                                        |
| Рас Растодер            |                                        |
| Александер Кросл        |                                        |
| Стане Потиск            | Немачки официр                         |

Комплетна ТВ екипа  ▼
| Редитељ              | Сава Мрмак          |                                  |
| Сценариста           | Синиша Павић        |                                  |
| Продуцент            | Зоран Милатовић     | продуцент                        |
| Директор фотографије | Слободан Обрадовић  |                                  |
| Монтажер             | Петар Путниковић    |                                  |
| Сценограф            | Слободан Рундо      |                                  |
| Уметнички директор   | Светислав Тодоровић |                                  |
| Костимограф          | Мирјана Остојић     |                                  |
| Одсек за шминку      | Оливера Перић       | шминкерка (као Оливера Ивановић) |
| Одсек за шминку      | Ратко Ристић        | шминкер                          |
| Одсек за шминку      | Милица Станивук     | шминкерка (као Милица Жутић)     |
| Помоћник режије      | Борис Бан           | други помоћник редитеља          |
| Помоћник режије      | Радојко Јоксић      | први помоћник редитеља           |
| Уметнички одсек      | Предраг Цветковић   | сет дизајнер                     |
| Специјални ефекти    | Милош Вуковић       | специјални ефекти                |
| Одсек за костим      | Хајдана Булајић     | асистент костимографа            |
| Одсек за костим      | Олга Скоробац       | гардеробер                       |
| Музички одсек        | Варткес Баронијан   | музички сарадник                 |
| Музички одсек        | Миљенко Пецник      | музички сарадник                 |